# Es (boom)
De es (Fraxinus excelsior) is een loofboom uit de olijffamilie (Oleaceae), die van nature in Europa voorkomt. Het is een snelgroeiende (30–60 cm per jaar) boom die tot 40 m hoog kan worden. De es is, net als onder meer de wilg, geschikt om te knotten en heeft bovendien een groter vermogen om de wonden in te kapselen door middel van cambiumvorming, de wonden mogen echter niet groter zijn dan 15 cm anders duurt de insluiting veel langer.
De boom is bladverliezend en heeft een oneven geveerd blad, dat bestaat uit zeven tot dertien lancetvormige gezaagde deelblaadjes. De bladeren zijn kruiswijs tegenoverstaand. Essen bloeien voordat ze in blad komen.
De vruchten zijn voorzien van 'vleugels' die helpen bij de verspreiding door de wind. Voor 'zaad'winning kunnen de vruchten op twee tijdstippen geoogst worden. Als ze in de eerste helft van augustus groen geoogst worden kunnen ze direct uitgezaaid worden, omdat ze dan nog geen kiemrust hebben. Bij oogst in het najaar van afgerijpte vruchten moet eerst de dan ontwikkelde kiemrust gebroken zijn voordat ze gezaaid kunnen worden.

## Ecologie
De gewone es is een kensoort voor de klasse van eiken- en beukenbossen op voedselrijke grond.

## Verspreiding
De es komt voor op vrijwel het gehele Europese continent, in Zuid-Noorwegen en Zweden, ten oosten van de Zwarte Zee in de Kaukasus en in een smalle strook in Noord-Spanje. Verder nog in Groot-Brittannië.

## Hout
Het essenhout is licht van kleur, taai en sterk. Vanwege deze elasticiteit wordt het gebruikt voor pijl en boog, leggers van turntoestellen en voor de stelen van bijlen en spades. Ook wordt het vanwege de vlamtekening gebruikt voor meubels, vloeren en trappen.
De duurzaamheid van essenhout bij buitengebruik is echter vrij laag en het hout valt dan ook in de laagste klasse, duurzaamheidsklasse 5.

## Oude bomen in Nederland
In het Arboretum Trompenburg te Rotterdam staan enkele essen uit 1870. In de polder Nieuw Bonaventura tussen Strijen en 's-Gravendeel stond tot 2001 een oude es die bijna 180 jaar oud is geworden. In Dwarsgracht bij Giethoorn staat een es van meer dan 220 jaar oud. Tussen Lutjewolde en Thesinge staat op een erf een es van bijna 300 jaar. Hakhoutbeheer kan er toe leiden dat essen nog veel ouder worden. De windsingel van essenhakhout van Eendenkooi Stokman bij Vijfhuizen bestaat vanaf ca. 1701 en is dus ruim 300 jaar oud. De stobben worden om de 10 jaar afgezet.

## Essentaksterfte
Sinds het begin van de jaren 1990 wordt de es aangetast door de schimmel vals essenvlieskelkje (Chalara fraxinea). Deze schimmel is een invasieve exoot en komt oorspronkelijk uit Oost-Azië. In Europa werd de aantasting voor het eerst gezien in Polen, via de wind werden schimmelsporen daarna snel over grote delen van Europa verspreid. Infectie met deze schimmel leidt tot essentaksterfte. In Nederland zijn sinds 2012 bomen geïnfecteerd en worden zieke bomen indien nodig omgezaagd om ongelukken te voorkomen.
Vanaf 2017 is de schimmel alom aanwezig en hebben veel essen in karakteristieke lanen, singels en bossen ernstig van de ziekte te lijden. Er is geen remedie tegen essentaksterfte, maar een klein deel van de bomen lijkt minder vatbaar te zijn voor de ziekte. Deze bomen kunnen wellicht gebruikt worden om resistente bomen te kweken; eerder is op deze wijze succes geboekt in de strijd tegen de iepziekte. Het publiek werd gevraagd om door te geven wanneer er gezonde essen in een overwegend zieke populatie aanwezig waren.

## Afbeeldingen

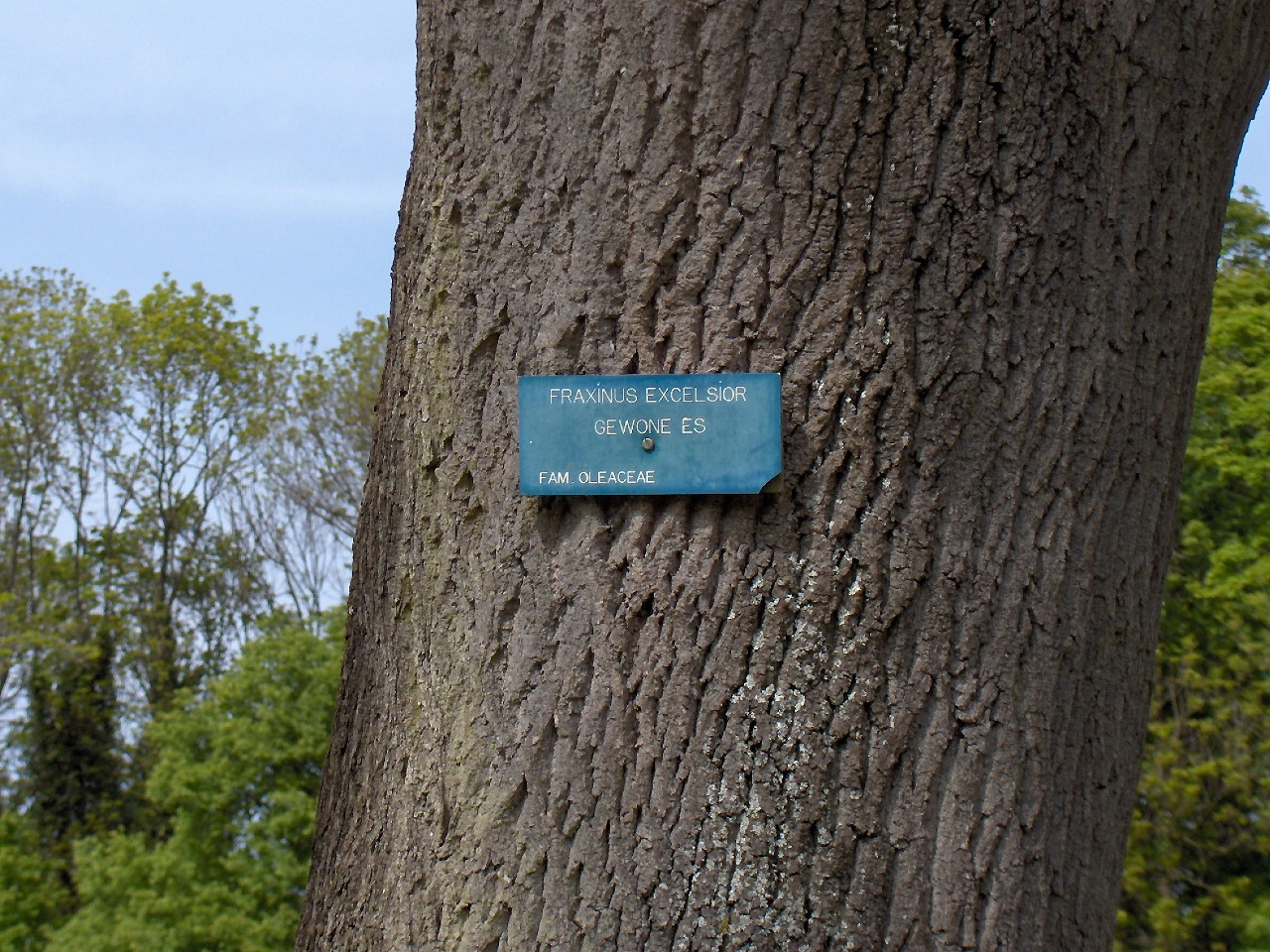
Bast
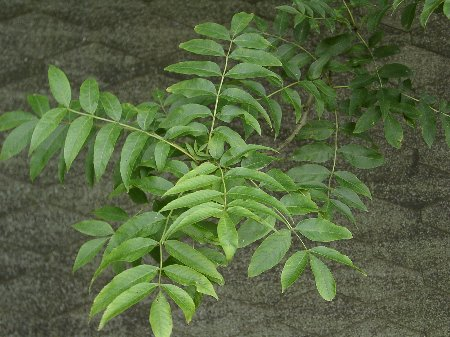
Oneven geveerd blad
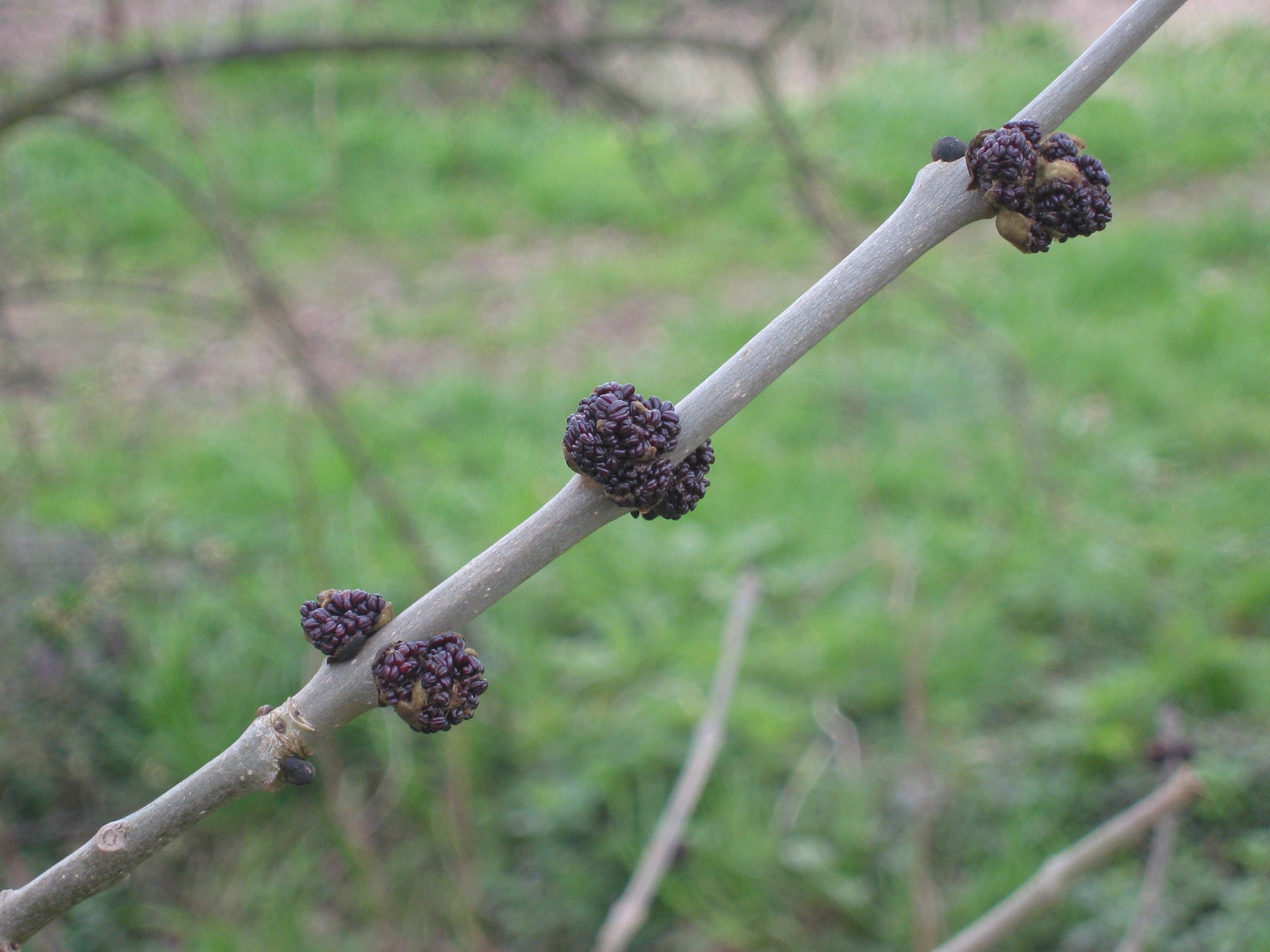
Mannelijke bloeiwijze in knop
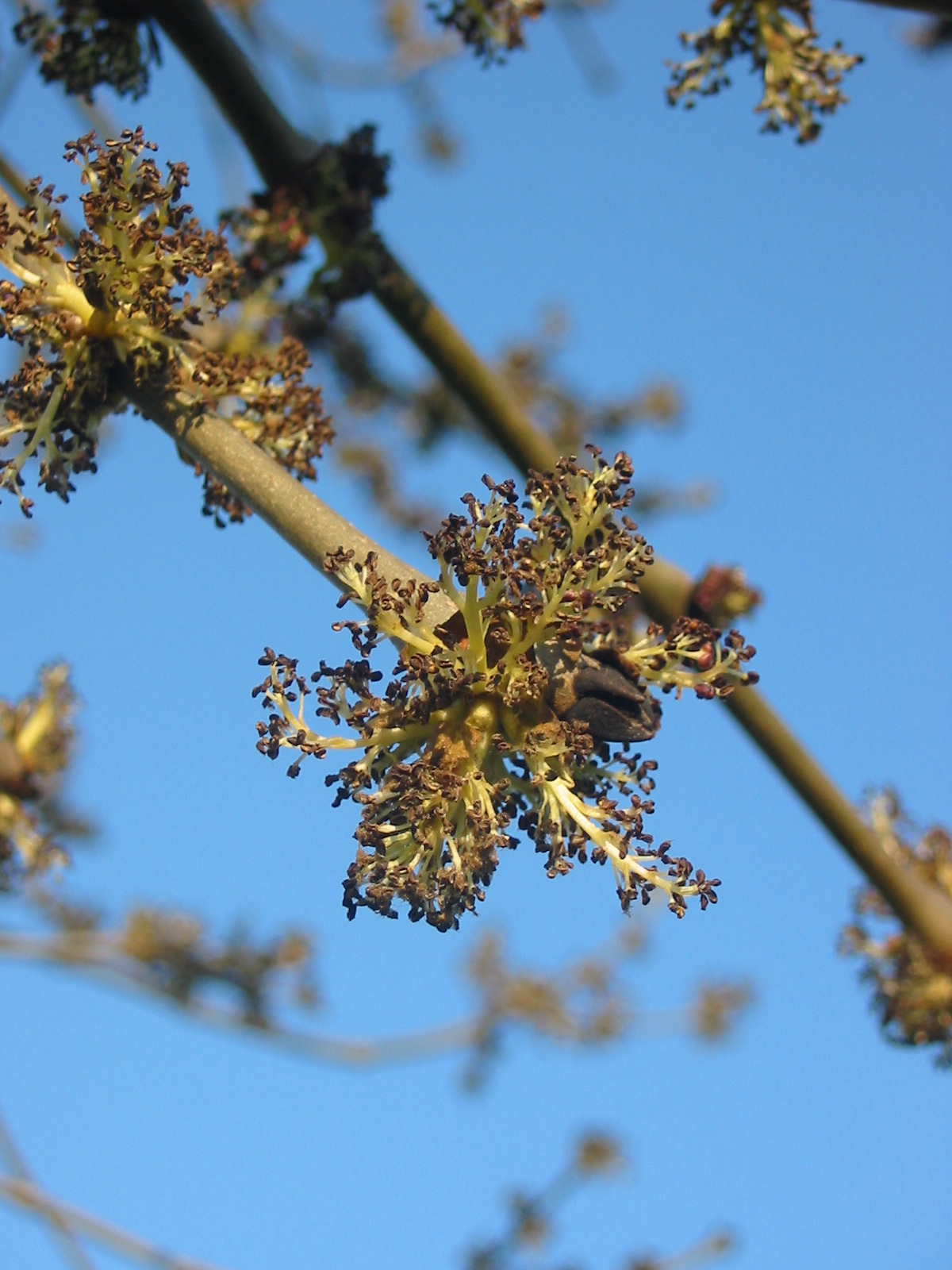
Mannelijke bloeiwijze
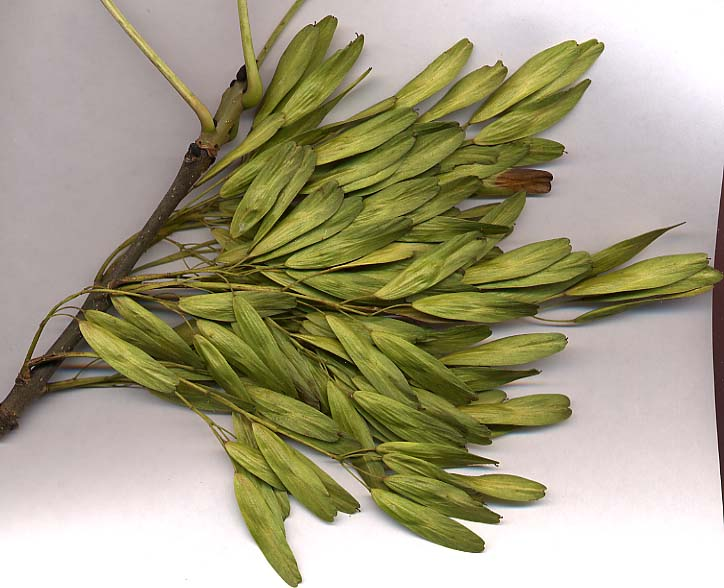
Vruchten
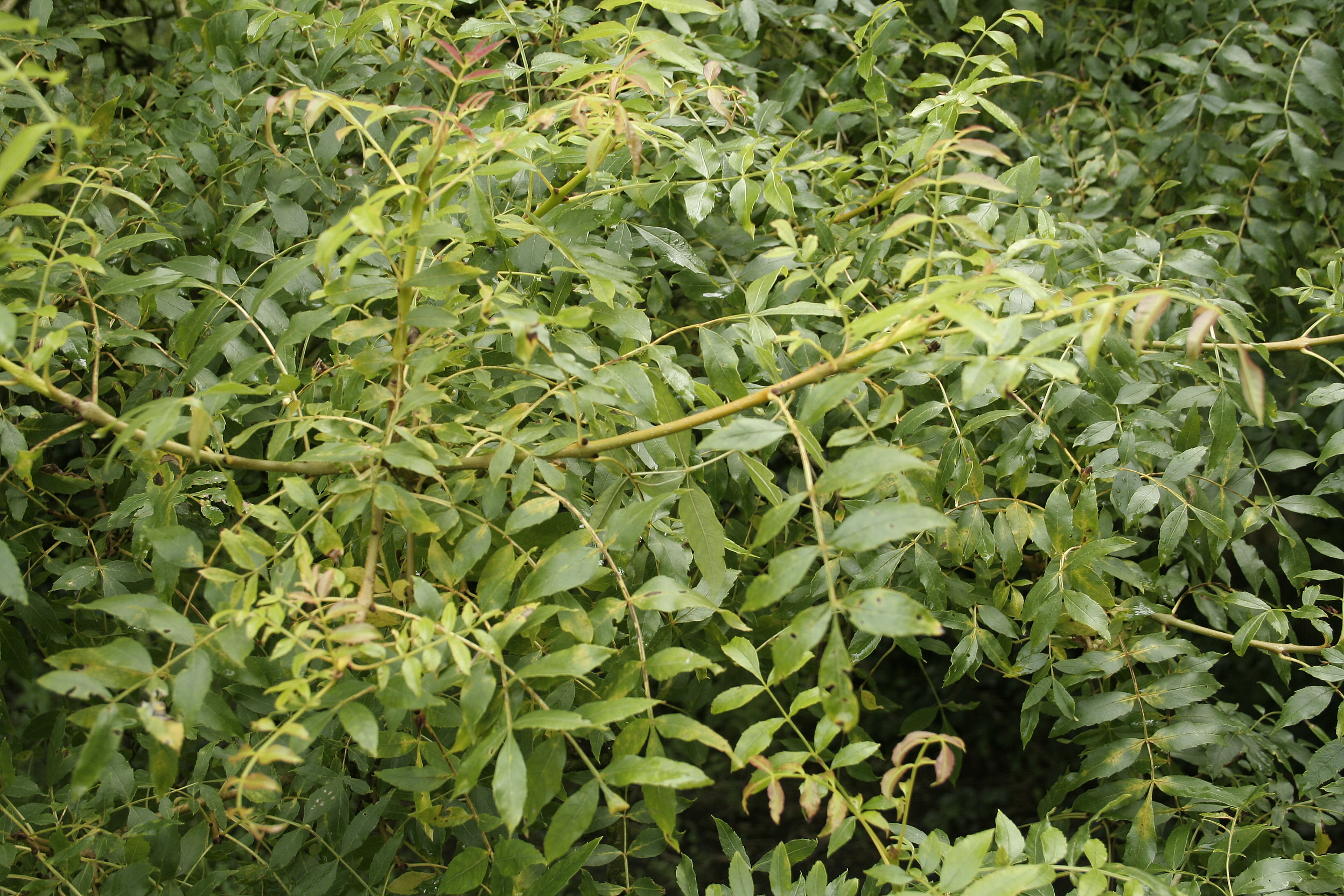
Fraxinus excelsior 'Aurea Pendula'
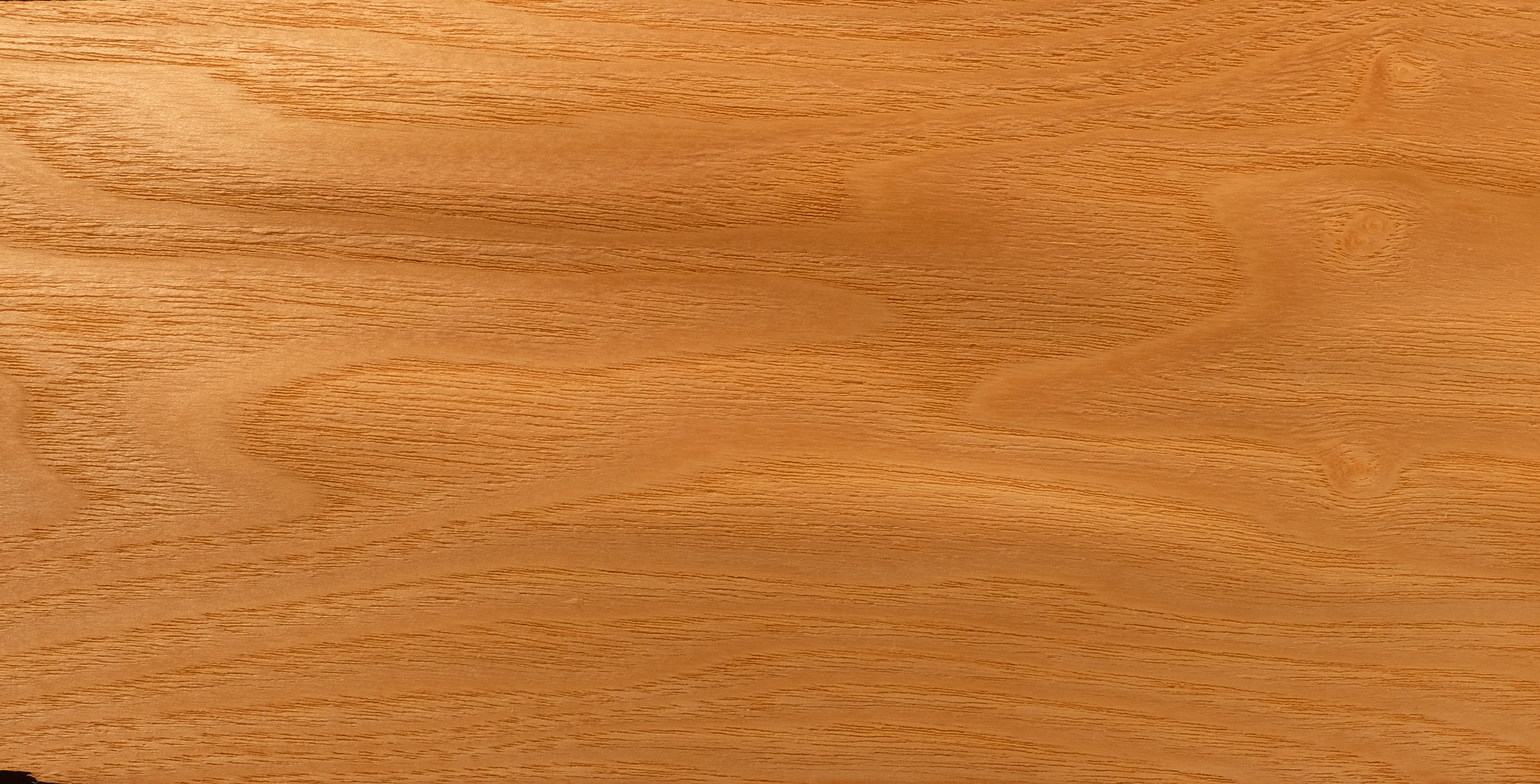
Hout (dosse vlak)
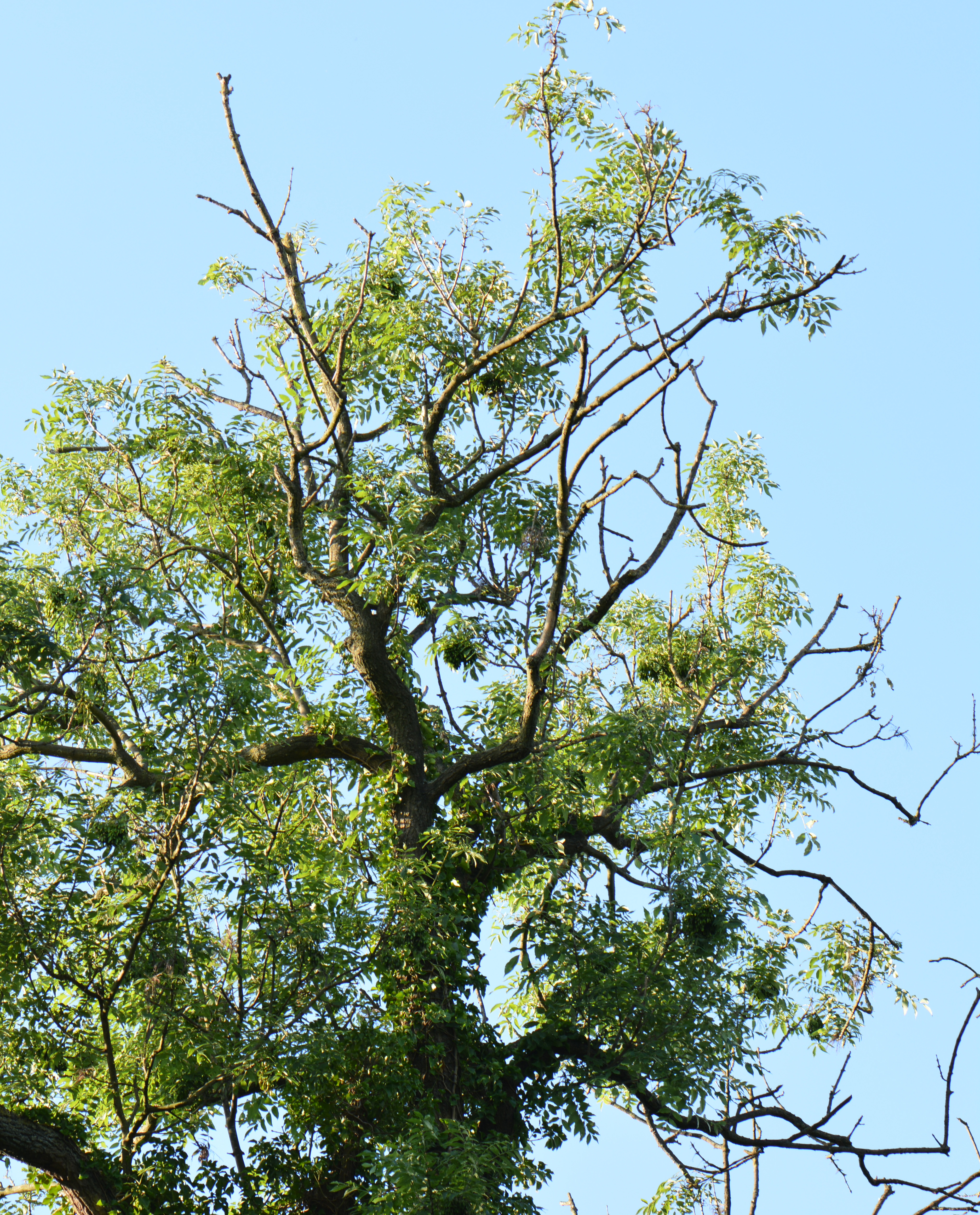
Essentaksterfte
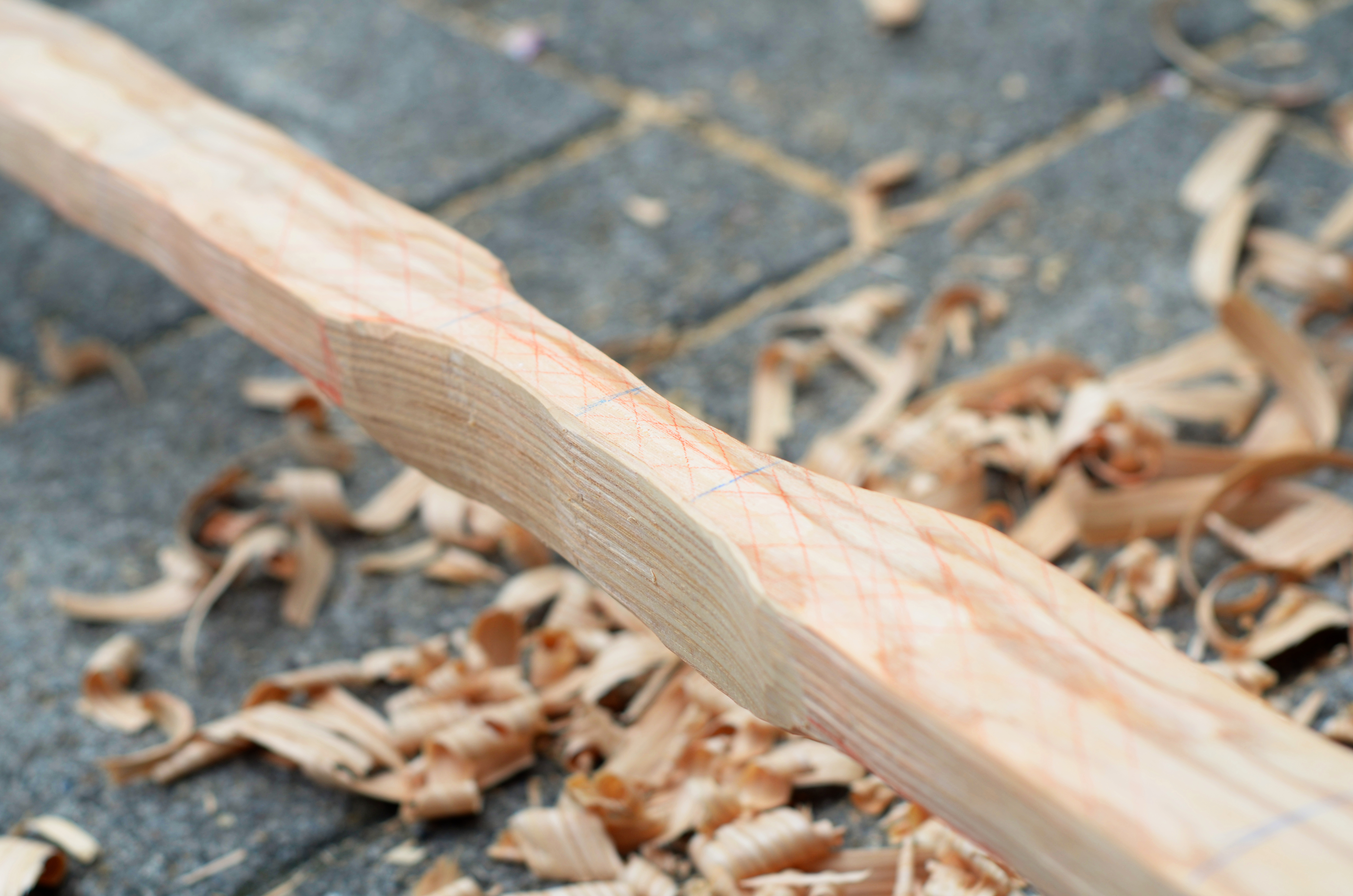
essen boog